# Baba (pasmo)
Baba (t. Pelister; maced. Баба, gr. Βαρνούντας – Varnundas, Περιστέρι – Peristeri, Βαρνούς – Varnus) – pasmo górskie w południowo-zachodniej Macedonii Północnej Wardarskiej i w północnej Grecji, w łańcuchu Hellenidów (Pindosu i Szar Płaniny).
Pasmo Baba rozciąga się południkowo na wschód od wschodnich brzegów jezior Wielka i Mała Prespa. Na północy przez przełęcz Gjavato (Ѓавато) przechodzi w góry Bigla. Na wschodzie opada w kotlinę Pelagonii. Na południu, już w Grecji, przechodzi przez przełęcz Bigla graniczy z górami Verno. Pasmo ma zwarty kształt z pojedynczym nieprzerwanym centralnym grzbietem długości około 25 km z wieloma kulminacjami. Od centralnego grzbietu odchodzą boczne na wschód i zachód. Pasmo ma około 660 km² powierzchni, w tym 436 km² w Macedonii Północnej, reszta w Grecji. Grzbietem pasma biegnie dział wód między zlewiskami Morza Adriatyckiego (Drinu) i Morza Egejskiego (Wardaru).
Góry Baba są zbudowane głównie z paleozoicznych łupków metamorficznych i z granitów. Mają charakter alpejski. Pod szczytem Pelister leżą dwa górskie jeziorka – Pelisterski Oczi. W najwyższych partiach gór, powyżej 2000 m n.p.m., występują formy lodowcowe – cyrki lodowcowe i moreny. Charakterystycznym elementem rzeźby są gołoborza.
Klimat jest górski. W partiach szczytowych śnieg niekiedy zalega przez cały rok. Góry Baba są porośnięte przeważnie lasami iglastymi, przy czym najwyższe partie są pozbawione roślinności. Najwyższe partie macedońskiej części pasma zajmuje Park Narodowy Pelister, chroniący wiele rzadkich gatunków roślin i zwierząt, m.in. endemiczną bałkańską sosnę rumelijską (pinus peuce), kilka gatunków orłów i występujący tylko w Pelagonii podgatunek łososia salmo trutta peristericus.
Góry Baba są ośrodkiem turystyki i wypoczynku. Jako bazy wypadowe w góry służą przede wszystkim miasta Bitola i Resen. Turystyka rozwija się tu od okresu międzywojennego. Okresem jej upadku były wojny związane z rozpadem Jugosławii i z konfliktem albańsko-macedońskim.
24 szczyty gór Baba przekraczają 2000 m n.p.m. Najbardziej znane z nich to:
- Pelister (Пелистер) – 2601 m n.p.m., trzeci co do wysokości szczyt górski Macedonii Północnej
- Ilinden (Илинден) – 2542 m n.p.m.
- Dwa Groba (Два Гроба) – 2514 m n.p.m.
- Stiw (Стив) – 2468 m n.p.m.
- Weternica (Ветерница) – 2420 m n.p.m.
- Muza (Муза) – 2350 m n.p.m.
- Rżana (Ржана, t. Bojadżijew WrW – Бојаџиев Врв) – 2334 m n.p.m. – graniczny
- Sziroka (Широка) – 2218 m n.p.m.
- Kozji Kamen (Козjи камен) – 2199 m n.p.m.
- Griwa (Грива) – 2198 m n.p.m.
- Wisoka Czuka (Висока Чука) – 2188 m n.p.m.
- Beła Woda (Бела Вода) – 2156 m n.p.m. (w Grecji)
- Skrkowo (Скрково) – 2140 m n.p.m.
- Wrteszka (Вртешка) – 2010 m n.p.m.
- Babin Zab (Бабин Заб) – 1850 m n.p.m.